# Annie France Noël
Annie France Noël, née en 1987 à Moncton au Canada, est une artiste visuelle, photographe, queer et féministe.

## Biographie

### Enfance et éducation
Annie France Noël nait à Moncton dans la province du Nouveau-Brunswick mais grandit à Caraquet, située dans la même province. Elle réalise ses études en sciences et en photographie argentique à l'Université de Moncton.

### Carrière
A partir de 2007, Annie France Noël gère sa propre entreprise de services photographiques, tout étant professionnelle en arts visuels. 
A partir de 2014, elle occupe le poste de directrice artistique et administrative de la Galerie Sans Nom, un centre d'artiste autogéré situé dans le Centre culturel Aberdeen.
En 2017, elle représente la province du Nouveau-Brunswick aux VIIIes Jeux de la Francophonie à Abidjan où elle remporte la médaille de bronze en photographie. 
En 2018, elle est finaliste du New Generation Photography Award.
En outre, elle est membre du Conseil Culturel de la ville de Moncton ainsi que des conseils administratifs du Festival International du Cinéma Francophone en Acadie et de la branche Maritimes du Front des Artistes Canadien (CARFAC).
En 2022, Annie France Noël est nommée présidente du conseil d’administration du Centre culturel Aberdeen. Dans ce rôle, elle contribue à la gouvernance et au développement stratégique de cet espace emblématique dédié à la création et à la diffusion artistique en Acadie.
En 2024, Annie France Noël réalise sa première expérience en conception photo et vidéo pour le théâtre avec la pièce Hippocampe de Marc-André Charron, produite par Satellite Théâtre. À travers ce projet, elle explore l’intersection entre l’image et la scène, intégrant des éléments visuels qui accompagnent la narration et l’esthétique du spectacle.

### Vie privée
Annie France Noël est queer et mère d'une fille née en 2019,.

## Œuvres
Préférant la photographie traditionnelle sur pellicule à la photographie numérique, Annie France Noël crée des œuvres qui abordent les mutations de ses expériences de vie par des images qu’elle manipule et transforme. Elle utilise un scalpel, avec lequel elle découpe ou bien arrache ses photographies, de manière spontanée.  
Annie France Noël est une féministe engagée. En créant des portraits de femmes, elle souhaite prouver qu'il n'y a pas qu'une seule façon d'exprimer sa féminité. « Je crois que j'ai toujours été féministe, mais ça m'a pris du temps à le réaliser et à m'affirmer en tant que féministe. Je crois que c'est un mot qui a beaucoup de pouvoir et beaucoup peut-être de connotations négatives encore, mais pourtant c'est juste la célébration de la femme » explique-t-elle en 2017.   
La naissance de son enfant en 2019 lui inspire un corpus de photographies, Les Baby Blues : Nutri, Partum et Fatigue. La première série, Nutri, est composée de photographies exposées à la Galerie Murmur, du 16 octobre au 20 novembre 2020. Elles dévoilent sa propre expérience de baby blues et de post-partum, entre tendresse et douleur. L'artiste évoque notamment l'allaitement auquel elle a dû mettre fin prématurément. La série Partum, exposée en septembre 2021 à la Struts Gallery, traite de l'expérience de l'accouchement à l'hôpital, vécue comme une aliénation et un traumatisme. La série Fatigue ne comporte qu'une seule image évoquant l'épuisement parental.  

## Expositions
Annie France Noël s'intéresse au travail de commissariat. Elle est commissaire pour la première fois lors de l'exposition Punctum : sept approches photographiques en 2013 à la Galerie d'art Louise-et-Reuben-Cohen (Université de Moncton).
Elle expose ses œuvres dans plusieurs galeries, dont la galerie d'art Beaverbrook en 2015 à la suite d'une résidence en Finlande. Elle expose également à la Galerie Murmur en 2020 et à la Struts Gallery en 2021 son corpus Les Baby Blues. Les Baby Blues est également exposé à La Maison des artistes visuels francophones à Winnipeg du 2 juin au 30 juillet 2022.

## Prix et distinctions
Annie France Noël reçoit quelques prix et distinctions qui soulignent sa production artistique, dont⁣ :
- 2017 : médaillé de bronze aux Jeux de la Francophonie à Abidjan[2],

- 2018 : finaliste du New Generation Photography Award 2018[14].